# Ислам в Татарстане

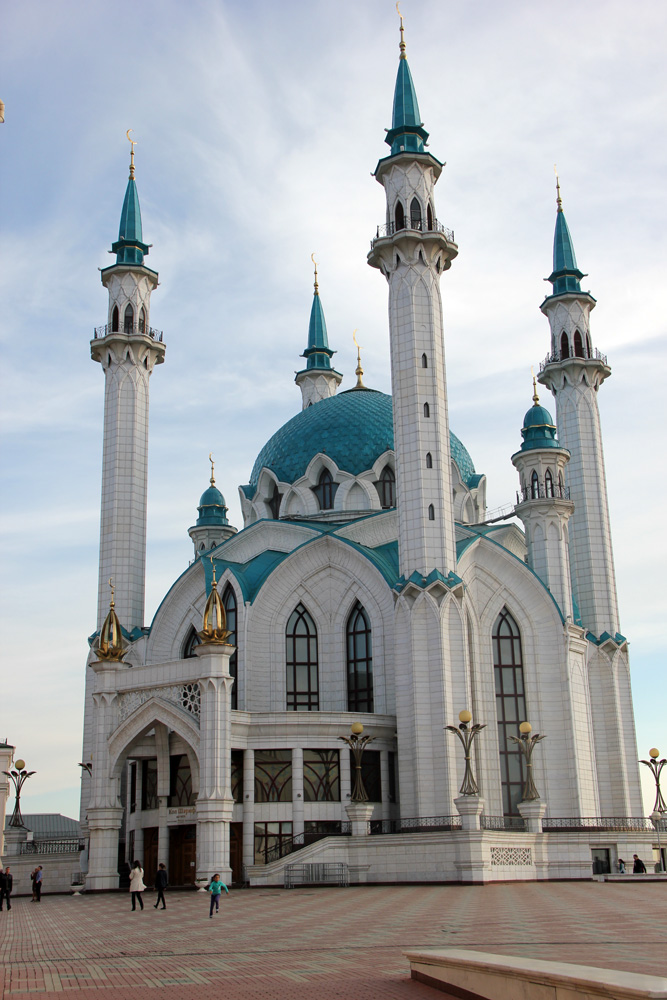
Мечеть Кул-Шариф в Казани

Основанное в 922 году, исламским государством в нынешних границах России явилась Волжская Булгария, позже Золотая Орда и Казанское ханство от которых татары унаследовали ислам. Ислам в России существовал долго, по крайней мере, начиная с завоевания Казанского ханства в 1552 году, в результате которого татары и башкиры оказались в составе России. Ислам является основной религией в Татарстане, так как 48,8 % от 3,8-миллионного населения являются мусульманами.

## История

### Волжская Булгария
Самым ранним известным организованным государством в границах Татарстана была Волжская Булгария (ок. 700—1238 гг. н. э.). Волжские булгары имели развитое торговое государство с торговыми контактами по всей Внутренней Евразии, на Ближнем Востоке и в Прибалтике; они сохранили свою независимость, несмотря на давление со стороны таких народов, как хазары, Киевская Русь и кипчаки. Ислам был введён миссионерами из Багдада во время путешествия Ибн Фадлана в 922 году.

Кул Шариф со своими учениками защищают свою мечеть во время взятия Казани.

### Казанское ханство
В 1430-х годах регион стал независимым в качестве базы Казанского ханства, столица которого была основана в Казани, в 170 км вверх по Волге от разрушенной столицы Булгарии.

### В Российском царстве и в Российской империи
Казанское ханство было завоёвано войсками царя Ивана IV Грозного в 1550-х годах, а Казань была взята в 1552 году. Некоторые татары были насильственно обращены в христианство, и в Казани были построены соборы; к 1593 году мечети в этом регионе были разрушены. Российское правительство запретило строительство мечетей, запрет этот был снят лишь Екатериной II в XVIII веке. Первая мечеть, которая была перестроена под покровительством Екатерины, была построена в 1766—1770 гг.

### Советское правление
27 мая 1920 г. была объявлена Татарская Автономная Советская Социалистическая Республика в составе РСФСР. Голод 1921—1922 годов в Татарстане был периодом массового голода и засухи, имевших место в результате политики военного коммунизма, когда погибло от 500 000 до 2 000 000 крестьян. Это событие было частью большого российского голода 1921-22 годов, который затронул другие части СССР, и в котором погибло до 5 000 000 человек. В 2008 году Всероссийский татарский общественный центр (ВТОЦ) обратился к ООН с просьбой осудить татарстанский голод 1921—1922 годов как геноцид татар-мусульман..
При Иосифе Сталине в Советском Союзе стали вводить ограничения на использование татарского языка, в котором использовался вариант арабской письменности. Татарский алфавит перешёл на кириллицу. Развитие национальной культуры значительно снизилось, а религия в Татарстане была жестоко подавлена.
Татарская АССР была периферией советской уммы. Организационно мечети Татарской АССР находились весь советский период в подчинении расположенного в Уфе Центрального духовного управления мусульман (впоследствии преобразованного в Духовное управление мусульман Европейской части СССР и Сибири).
Борьба с исламом в сталинский период в Татарской АССР (как и в целом в Советском Союзе) шла как идеологическими методами, так и путем преследований духовенства всех конфессий и верующих. Атеистическую пропаганду вел Союз воинствующих безбожников, численность которого во второй половине 1930-х годов резко возросла. Если в 1935 году в Союзе воинствующих безбожников в Татарской АССР насчитывалось всего 7 тысяч членов, то к 1 октября 1939 года этот Союз объединял 43042 человека.
Атеистическая пропаганда сопровождалась полной ликвидацией религиозного образования. В 1923—1928 годах в СССР существовало легальное мусульманское образование. В результате число мектебов быстро возросло и они стали конкурировать с советскими школами. В Татарии в 1925 году было 100—150 религиозных школ (5- 6 тысяч обучающихся), а на 1 апреля 1926 года в республике уже действовали 684 религиозные школы с 17498 обучающимися.
Даже в этот легальный период власти старались ограничить преподавание в официально разрешенных мусульманских школах. В Татарии были введены следующие ограничения для религиозных школ:
- Срок обучения — 3 года. При этом программа Центрального духовного управления мусульман была рассчитана на 4 года;
- Разрешенные предметы — игтикад и Коран. Запрещены были для преподавания история ислама, мусульманская этика и другие предметы;
- Разрешено только одно учебное пособие — «Дини дэреслэр» («Религиозные уроки»). Остальные учебные пособия были объявлены научными книгами и запрещены.

21 августа 1925 года НКВД и Наркомпрос РСФСР издали инструкцию, по которой преподавание мусульманского вероучения могло впредь производиться только в мечетях только лицам достигшим 14-летнего возраста или окончившим начальную советскую школу. Кроме того, распоряжение НКВД от 23 декабря 1924 года уточняло, что преподавание мусульманского вероучения может осуществляться только в дни, свободные от занятий в советской школе.
Если мектебы власти разрешали создавать, то попытки открыть медресе для подготовки духовенства в Татарии успехом не увенчались. В 1924—1928 годах мусульманское духовенство Татарии пыталось открыть ряд медресе в кантонах республики и курсы по переподготовке. Однако это не было разрешено.
К концу 1930-х годов в Татарской АССР были ликвидированы все мусульманские учебные заведения и легальное преподавание исламского вероучения полностью прекращено (до конца 1980-х годов).
Преследования в отношении мусульманского духовенства шли в период Большого террора в рамках приказа НКВД СССР № 00447 — общесоюзной массовой кулацкой операции. В Татарской АССР в рамках исполнения приказа НКВД СССР № 00447 23 июля 1937 года в Чистополе состоялось совещание НКВД, где было дано районный отделам НКВД «составить справки на кулаков, уголовников, вилочников, подкулачников и район очистить от этих элементов». В эти списки репрессированных по 2-й категории попали представители духовенства: «кулак-мулла», «кулак-поп», «кулак-церковник», «сын муллы, учитель», «сын мюрида». После составления списков в Татарской АССР начали репрессии (в период с ночь с 5 на 6 августа 1937 года по январь 1938 года). Всего в этот период были репрессированы 3108 кулаков (из них 76 были кулаками-муллами и 7 кулаков-попов) а также репрессировали не менее 94 мулл и муэдзинов и не менее 138 представителей православного духовенства.
Репрессии в отношении верующих татар оказались мягче, чем в отношении русских. Согласно отчёту НКВД Татарской АССР за 1937 год из 4173 репрессированных тройкой НКВД Татарской АССР было 2154 русских (51,62 % репрессированных) и 1623 татарина (38,89 % репрессированных). При этом в Татарской АССР по переписи 1937 года русские составляли 43,2 % населения, а татары — 48,8 % населения. То есть доля татар среди репрессированных в Большой Террор оказалась существенно ниже доли татар в населении Татарской АССР.
По состоянию на 1 апреля 1939 года в Татарской АССР действовали 890 мечетей и 310 церквей (согласно справке к постановлению Президиума Верховного совета, датированной июнем 1939 года). Вместе с тем в докладной записке для руководства Татарской АССР указывалось, что на 1 апреля 1939 года в Татарии было 612 действующих мечетей. В некоторых сельских районах Татарской АССР в 1939 году было по несколько десятков мечетей. Так, в Кукморском районе было 44 мечети, в Сабинском 39 мечетей, в Нурлатском 37 мечетей.
Советские власти в 1939—1941 годах стимулировали закрытие культовых зданий экономическими методами. 18 августа 1939 года было принято Постановление Совета народных комиссаров РСФСР, которое выделило бюджетные средства для приспособления зданий бывших церквей и мечетей под школы.
Великая Отечественная война изменила отношения между советской властью и мусульманским духовенством. Мусульманское духовенство по примеру руководства Русской православной церкви уже в 1941 году призвало верующих поддержать Советскую власть в борьбе с немецко-фашистскими захватчиками. Первым к верующим обратились духовные лидеры мусульман Поволжья. 2 сентября 1941 года председатель Центрального духовного управления мусульман Г. З. Расулев написал обращение «Ко всем приходам мусульман», в котором со ссылками на Коран и хадисы призвал мусульман на фронте и в тылу не жалеть сил в борьбе против захватчиков.
15-17 мая 1942 года в Уфе собрался Меджилис-Гулями (расширенное совещание исламских руководителей), который принял воззвание к мусульманами. В нём верующим разъяснялось, что победа над фашизмом спасёт весь мир (в том числе мусульманскую цивилизацию) от разрушения. НКВД СССР принял меры по распространению этого воззвания среди мусульман. К концу сентября вышло по 4,5 тыс. экземпляров воззвания на татарском и казахском языках, 3 тыс. экземпляров на узбекском языке и по 2 тыс. экземпляров на таджикском, туркменском и киргизском языках.
3 марта 1943 года в «Известиях» была опубликована телеграмма Г. З. Расулева о том, что он пожертвовал на строительство танковой колонны 50 тыс. рублей личных средств и призывает единоверцев также делать пожертвования. Телеграмму сопровождала личная благодарность И. В. Сталина. За 1944 — I квартал 1945 года мусульмане Татарской АССР сдали в Фонд Красной армии и в помощь населению Орловской области.
19 мая 1944 года по инициативе В. Н. Меркулова для работы с неправославными религиозными организациями был создан Совет по делам религиозных культов при Совете народных комиссаров СССР. Первым председателем Совета стал подполковник Константин Зайцев. Он пробыл в своей должности меньше месяца. 6 июня 1944 года председателем Совета стал Иван Полянский, который оставался на этом посту до своей смерти в 1956 году.
По состоянию на 1963 года в Татарской АССР действовали 11 официально зарегистрированных мечетей.
Советские власти проводили специальные ревизии имущества религиозных организаций (оно юридически вне зависимости от источника приобретения считалось государственным). Так, в 1987 году специальная комиссия Министерства культуры Татарской АССР взяла на учёт и паспортизировала все представлявшие ценность предметы старины и отметила, что мусульманские объединения «не располагают предметами культа, имеющими историческую и культурную ценность, тем не менее, в некоторых из них сохранились старинная религиозная литература, дорогостоящие ковры и т. п.»
Нехватка зарегистрированных служителей культа в послевоенном СССР восполнялась за счет «бродячих мулл». Первый председатель Духовного управления мусульман Европейской части СССР и Сибири Габдрахман Расулев в первые послевоенные годы выдавал «бродячим муллам» (из числа бывших служителей культа) свидетельства, дававшие им право на совершение обрядов в неотложных случаях, а также снабжал религиозные группы мусульманскими календарями. После смерти Расулева в 1950 году советские власти к борьбе с «бродячими муллами» привлекали руководителей зарегистрированных духовных управлений мусульман.
В середине 1950-х годов Постановление Совета министров СССР предписало зарегистрировать все фактически действовавшие религиозные общины, у которых были свои помещения для богослужений и служители культа. Выполнить это решение не удалось, так как оказалось, что легализация всех таких общин приведет к увеличению числа мечетей в десятки раз. В 1961 году власти в Татарской АССР (там было на 1 января 1961 года всего 11 официально зарегистрированных мусульманских общин) провели учёт незарегистрированных религиозных групп и выяснили, что в республике действовало в то время 646 неофициальных мусульманских общин, а также 366 нелегально работавших мулл.
18 июня 1961 года Духовное управление мусульман Европейской части СССР и Сибири выпустило фетву против «бродячих мулл». В ней сообщалось следующее:

Чтобы пятничный намаз был признан Аллахом, он должен совершаться в специальных молитвенных помещениях и имамами, назначенными Духовным Управлением мусульман. Исполненные пятничные намазы под открытым небом и муллами-самозванцами не принимаются Аллахом
Тем не менее, незарегистрированные муллы продолжали действовать в Татарской АССР.
1989—1991 годы стали временем массовой регистрацией в СССР религиозных общин разных конфессий. В этот период смогли зарегистрироваться многие ранее нелегально существовавшие мусульманские общины. В результате в 1989—1991 годах произошел значительный рост количества легально действовавших мусульманских общин. В Татарской АССР на 1 января 1986 года было всего 18 официально действовавших мечетей и молитвенных домов мусульман, а в 1990 году в этой республике уже было 154 мусульманских религиозных объединения.

### Постсоветский период

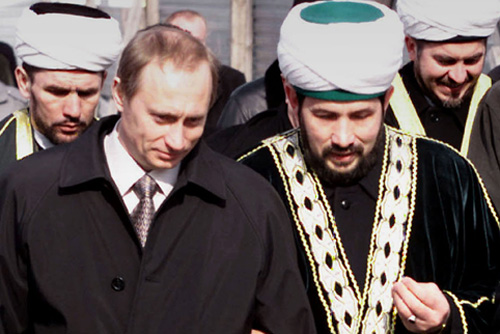
Президент России Владимир Путин с Муфтием Татарстана в Казани

По словам Руслана Курбанова, эксперта по исламу в современной России, татары продемонстрировали очень конструктивный и эффективный способ развития своей религиозной и национальной самобытности и расширения политической автономии внутри России. В самые трудные годы постсоветской российской истории — годы глубокого экономического кризиса и первой и второй чеченских войн — татары продемонстрировали феноменальные результаты в экономическом развитии своей национальной республики.

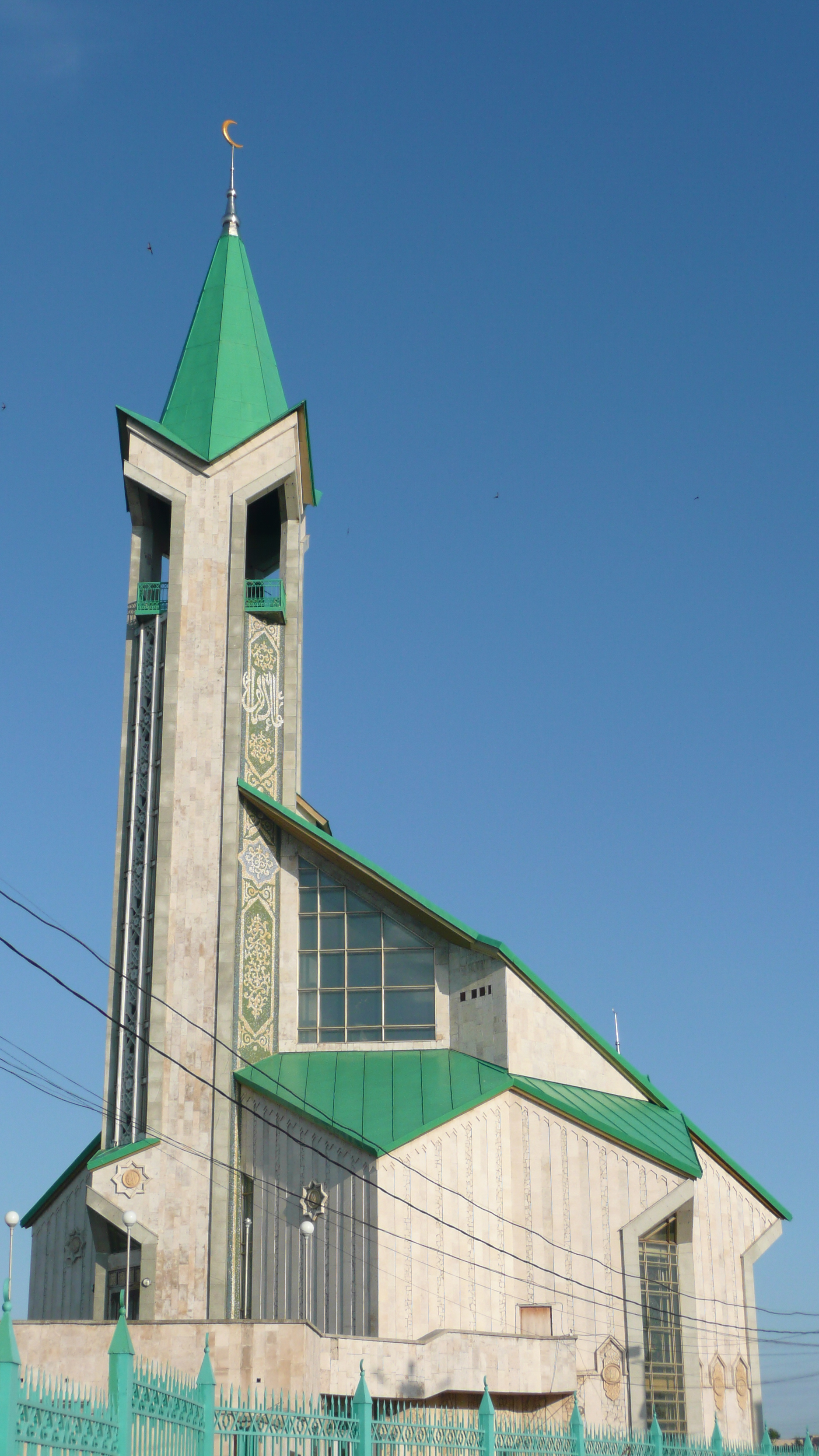
Мечеть "Тауба" в Набережных Челнах.

В сентябре 2010 года Ураза-байрам, а также 21 мая, день, когда волжские булгары приняли ислам, стали выходными.
Несмотря на праздник, студенты выразили протест против решения администрации Казанского федерального университета о проведении занятий по Ид аль-адха, а некоторые заявили о своём намерении пропустить занятия и посещать службу в мечетях. В Татарстане также состоялся международный фестиваль мусульманского кино, на котором было показано более 70 фильмов из 28 стран, включая Иорданию, Афганистан и Египет.
Первый завод по производству халяльных продуктов был открыт для иностранных компаний, которые выразили заинтересованность в расширении проекта в Татарстане. Недавно открытый завод производит 30 халяльных продуктов и насчитывает 200 человек.
В Казани расположен Российский исламский университет.
В 2010 и 2011 годах проходило введение исламского банкинга.
С 23 по 25 ноября 2011 года в Казани прошёл 8-й международный конкурс чтецов Корана, организованный Российским исламским институтом. Также обсуждались пути развития современного религиозного образования в Татарстане.

## Демография
Религия большинства населения в Татарстане — это ислам. В 1990 году насчитывалось всего 100 мечетей, но с 2004 года их число превысило 1000. По состоянию на 1 января 2008 года в Татарстане было зарегистрировано 1398 религиозных организаций, из которых 1055 — мусульманские. В ДУМ РТ заявили, что на начало 2023 года в Татарстане насчитывается 1582 мечети. Многие мусульмане в Татарстане практикуют религиозные обряды. Повышенная религиозность была очевидна среди мусульман, и межконфессиональные отношения остаются очень дружелюбными.